# بيلي كلارك
بيلي كلارك (بالإنجليزية: Billy Clarke)‏ (13 ديسمبر 1987 كورك جمهورية أيرلندا - ) هو لاعب كرة قدم أيرلندي يلعب كمهاجم.

## روابط خارجية
- بيلي كلارك على موقع قاعدة بيانات كرة القدم.إي يو (الإنجليزية)
- بيلي كلارك على موقع Soccerbase.com (لاعب) (الإنجليزية)